# Kylesa
I Kylesa sono un gruppo sludge metal statunitense, formatosi nel 2001 a Savannah, Georgia. Il nome del gruppo deriva dall'espressione buddista "Kilesa Mara", che indica i demoni della contaminazione e dell'illusione mentale.

## Storia
Prima di formare i Kylesia, Phillip Cope, Brian Duke e Christian Depken facevano parte del gruppo sludge metal Damad, con cui avevano pubblicato due album durante gli anni novanta. Nel 2001, con l'aggiunta di Laura Pleasants, il gruppo cambiò il nome in Kylesa.
Il 6 giugno 2001, Brian Duke morì a causa di una crisi epilettica. Il gruppo, intento a comporre il primo album del gruppo, decide di continuare l'album e dedicarlo a Duke. L'album omonimo venne pubblicato il 2 aprile 2002, con l'etichetta Prank Records.
Il posto di Duke venne preso da Corey Barhost. Nello stesso anno, vennero pubblicati due split album: un 7" col gruppo Memento Mori, pubblicato dall'etichetta Hyperrealist e un LP con i Cream Abdul Babar, con l'etichetta At A Loss Recordings.
Nel 2004, Christian Depken lasciò il gruppo e l'anno successivo venne pubblicato l'album To Walk a Middle Course dall'etichetta Prosthetic Records, con Brandon Baltzley alla batteria. Subito dopo la pubblicazione dell'album, Baltzley lasciò il gruppo, e vienne riempiazzato da due batteristi: Jeff Porter e Carl McGinley.
Il terzo album del gruppo, Time Will Fuse Its Worth, venne pubblicato il 31 ottobre 2006.
Dopo anni di silenzio, nel 2009 il gruppo pubblicò Static Tensions, con alla batteria Eric Hernandez in sostituzione a Jeff Porter.
Due brani dell'album vennero scritti ispirandosi all'uccisione di Jason Statts, un musicista di Savannah. Il gruppo intraprese un tour col gruppo progressive metal Mastodon; il chitarrista dei Mastodon affermò:
David Peisner, giornalista del magazine Spin, descrisse il gruppo come dei "dark psych-metal titans", che praticano un "[sound] aggressivo, ma con un'atmosfera nebbiosa e tossica, che suggerisce una strana fusione tra Black Sabbath, Black Flag e i Pink Floyd degli inizi". Al 2010, il gruppo ha venduto 75,000 copie. Nel 2010, il gruppo firmò un contratto con la Season of Mist, per poi pubblicare il 26 ottobre l'album Spiral Shadow. Nello stesso anno, venne pubblicata la raccolta From the Vaults, Vol. 1.
Il 28 maggio 2013 è stato pubblicato l'album Ultraviolet, dall'etichetta Season of Mist.

## Formazione

### Attuale
- Phillip Cope – voce, chitarra (2001–presente)
- Laura Pleasants – voce, chitarra (2001–presente)
- Chase Rudeseal – basso (2013–presente)
- Carl McGinley – batteria, percussioni (2006–presente)
- Eric Hernandez – batteria, percussioni (2008–2009, 2013–presente) basso (2011–2012)

#### Membri passati
- Brian Duke – basso, voce (2001)
- Christian Depken – batteria, percussioni (2001–2004)
- Brandon Baltzley – batteria, percussioni (2004–2005)
- Jason Caldwell – batteria, percussioni (2005)
- Jeff Porter – batteria, percussioni (2006–2007)
- Corey Barhorst – basso, voce, tastiere (2001–2007, 2008–2011)
- Tyler Newberry – batteria, percussioni (2007, 2010–2013)

## Discografia

### Album in studio
- 2002 – Kylesa
- 2005 – To Walk a Middle Course
- 2006 – Time Will Fuse Its Worth
- 2009 – Static Tensions
- 2010 – Spiral Shadow
- 2013 – Ultraviolet
- 2015 – Exhausting Fire

### EP
- 2004 – No Ending/110° Heat Index
- 2013 – Violitionist Session
- 2014 – Live Studio Improvisation 3.7.14

### Singoli
- 2002 – Point of Stillness/Judgement Day
- 2004 – Delusion on Fire/Clutches
- 2009 – Unknown Awareness
- 2010 – Tired Climb

### Split
- 2002 – Kylesa/Memento Mori
- 2003 – Cream Abdul Babar/Kylesa
- 2009 – Kylesa/Victims

### Raccolte
- 2012 – From the Vaults, Vol. 1

### Album live
- 2017 – Live at Maida Vale Studio